# Eliminacje do Pucharu Narodów Afryki 2008/Grupa 11
Eliminacje Pucharu Narodów Afryki 2008 odbywały się między 2 września 2006 a 12 października 2007, czyli miesiąc dłużej niż zaplanowano. Drużyny zostały przydzielone do 11 grup po 4 drużyny w każdej i 1 grupie z 3 drużynami. Do finałów zakwalifikuje się 12 zwycięzców grup oraz 3 drużyny z 2. miejsc (z grup 2-11). W grupie 11 szansę na bezpośredni awans miał zwycięzca grupy. Drużyna z 2. miejsca awansowałaby, gdyby miała wystarczająco dużo punktów, żeby być jedną z trzech najlepszych drużyn z 2. miejsc.

## Drużyny
1. Południowa Afryka
2. Zambia
3. Kongo
4. Czad

## Tabela
| Drużyna           | Pkt | M | Z | R | P | Br+ | Br- | +/- |
| ----------------- | --- | - | - | - | - | --- | --- | --- |
| Zambia            | 11  | 6 | 3 | 2 | 1 | 9   | 3   | +6  |
| Południowa Afryka | 11  | 6 | 3 | 2 | 1 | 10  | 4   | +6  |
| Kongo             | 7   | 6 | 1 | 4 | 1 | 5   | 6   | -1  |
| Czad              | 2   | 6 | 0 | 2 | 4 | 3   | 14  | -11 |

Uwagi:
- Zambia i  Południowa Afryka awansowały do Pucharu Narodów Afryki 2008.

## Wyniki
| 2 września 2006 | Południowa Afryka | 0 - 0 | Kongo | First National Bank Stadium, Johannesburg |
|                 |                   |       |       |                                           |

| 3 września 2006 | Czad | 0 - 2 | Zambia · James Chamanga 47' · Dube Phiri 58' | Stade Omnisports Idriss Mahamat Ouya, Ndżamena |
|                 |      |       |                                              |                                                |

| 8 października 2006 | Kongo · Bruce Abdoulaye 17' · Francis Malonga 29' · Gladys Ondama 46' | 3 - 1 | Czad · Mus Dongar 89' | Stade Alphonse Massamba, Brazzaville |
|                     |                                                                       |       |                       |                                      |

| 8 października 2006 | Zambia | 0 - 1 | Południowa Afryka · Aaron Mokoena 28' | Independence Stadium, Lusaka |
|                     |        |       |                                       |                              |

| 24 marca 2007 17:00 CET | Czad | 0 - 3 | Południowa Afryka · Surprise Moriri 32' · Delron Buckley 45+' · Sibusiso Zuma 76' | Stade Omnisports Idriss Mahamat Ouya, Ndżamena |
|                         |      |       |                                                                                   |                                                |

| 25 marca 2007 12:00 CET | Kongo | 0 - 0 | Zambia | Stade Alphonse Massamba, Brazzaville |
|                         |       |       |        |                                      |

| 2 czerwca 2007 15:15 CET | Południowa Afryka · Nasief Morris 13' · Sibusiso Zuma 23' 33' · Siyabonga Nomvethe 74' | 4 - 0 | Czad | ABSA Stadium, Durban |
|                          |                                                                                        |       |      |                      |

| 2 czerwca 2007 15:00 CET | Zambia · Jacob Mulenga 22' · Gildas Ngo 74' (sam) · Songwe Chalwe 87' | 3 - 0 | Kongo | Konkola Stadium, Chililabombwe |
|                          |                                                                       |       |       |                                |

| 16 czerwca 2007 14:00 CET | Zambia · Collins Mbesuma 57' | 1 - 1 | Czad · Kedigul Hillaire 13' | Konkola Stadium, Chililabombwe |
|                           |                              |       |                             |                                |

| 17 czerwca 2007 16:30 CET | Kongo · Jean-Vivien Bantimba 59' | 1 - 1 | Południowa Afryka · Sibusiso Zuma 51' | Stade Municipal, Pointe-Noire |
|                           |                                  |       |                                       |                               |

| 9 września 2007 15:15 CET | Południowa Afryka · Benedict McCarthy 51' | 1 - 3 | Zambia · Chris Katongo 6' 28' 30' | Newlands Stadium, Kapsztad · Sędzia: Divine Evehe ( Kamerun) |
|                           |                                           |       |                                   |                                                              |

| 9 września 2007 16:00 CET | Czad · Leger Mbaiguidim 90' | 1 - 1 | Kongo · Toussaint Mayimbi 6' | Stade Omnisports Idriss Mahamat Ouya, Ndżamena · Sędzia: Lassina Pare ( Burkina Faso) |
|                           |                             |       |                              |                                                                                       |